# يوشيهيرو توغاشي
يوشيهيرو توغاشي (冨樫義博 توغاشي يوشيهيرو) هو مانغاكا ياباني ولد في 26 أبريل 1966 في محافظة ياماغاتا.
بدأ برسم المانغا في سن مبكرة. عندما ارتاد الجامعة اثارت موهبته الناشر " Shueisha ". قام بتأليف العديد من مسلسلات المانغا من أنواع مختلفة خلال الثلاث عقود الفائتة، ربما اشتهر بكتابة مسلسلي المانغا "YuYu Hakusho " و "Hunter × Hunter "

## زواجه
- ناوكو تاكيوتشي (1999-حالياً)

## أعماله

### سلسلات مانغا
- تندي شوارو كيوبيد
- يو يو هاكوشو
- ليفل E
- القناص

## وصلات خارجية
- يوشيهيرو توغاشي على موقع IMDb (الإنجليزية)
- يوشيهيرو توغاشي على موقع أول موفي (الإنجليزية)
- يوشيهيرو توغاشي على موقع قاعدة بيانات الفيلم (الإنجليزية)
- يوشيهيرو توغاشي على موقع كينوبويسك (الروسية)
- يوشيهيرو توغاشي على موقع ANN person (الإنجليزية)